# Що?! Немає пива?
«Що?! Немає пива?» (англ. What! No Beer?) — американська чорно-біла комедія Едварда Седжвіка 1933 року з Бастером Кітоном в головній ролі.

## Сюжет
Незадовго до скасування в Америці «сухого закону» двоє друзів вирішили відкрити власну пивоварню. Це призвело до конфлікту як з поліцією, так і з місцевими гангстерами.

## У ролях
- Бастер Кітон — Елмер Баттс
- Джиммі Дюранте — Джиммі Поттс
- Роско Ейтс — Шульц
- Філліс Беррі — Гортензія
- Джон Мільян — Бутч Лорадо
- Генрі Арметта — Тоні
- Едвард Брофі — Спайк Моран
- Чарльз Данбар — Малліган
- Чарльз Гіблін — шериф
- Сідні Брейсі — лікар Сміт